# 晓之车
《晓之车》（日語：暁の車）是日本动画《机动战士高达SEED》在2003年播放时在节目中添加的插曲之一，作为该部动画的女主角卡佳里·尤拉·阿斯哈的印象曲而CD化并发售。最早《晓之车》并非以单曲出现，而是作为官方Drama——SuitCD的第四部插曲在2003年底发售。2004年9月底，作为《机动战士鋼彈SEED》播放一周年的纪念，《晓之车》被制作为单曲发售，封面为《机动战士鋼彈SEED》的人物设定平井久司绘制的卡佳里人物像。

## 評價
《曉之車》最初出現在《SEED》第24話「二人的戰爭」中，並在38話中作為歐普（Orb）國面臨亡國危機時首長烏茲米·那拉·阿斯哈將「貫徹歐普的理念」，終結意識形態而引發的C.E.72年戰爭的信念托付給煌·大和等人，令他們脫離歐普前往宇宙，並將地球聯合最為需要的質量投射器與輝夜島一同炸毀，自殺殉國。曲風上梶浦由記使用了吉他與三角鐵演繹的較為平緩的前奏，並以一個進行曲式的曲風所打斷。配合人聲將歌曲推至高潮。歌曲以「車輪」比喻C.E.紀元歷史的流逝，也代表寄托著奧布理念的人奮鬥的歷程。部分評論認為歌曲所表達的是卡佳里對與父親訣別，獨自肩負著任重而道遠的使命的傷感，第40話中歌曲與動畫所表達主題的貼合被相當多數的觀眾認為是近乎完美的。

## 曲目
1. （piano version）
2. （acoustic version）
3. （without vocal）

## 成绩
- 日本ORICON公信榜

初登場以19481片的一周銷量取得第12名，此後最高名次為第10，總計登榜32次。
- 2004年日本格蘭披治獎

最佳动画歌曲榜第三名

## 製作组
- 歌手：FictionJunction YUUKA

- 键盘手／作曲：梶浦由記
- 钢琴：梶浦由記
- 吉他：古川昌義
- 大提琴：
- 打擊樂器：
- 背景聲音：

- 录制／混音：
- 出品：野崎圭一（VICTOR）

森康哲（SPACE CRAFT PRODUCE）
- 计划出品：宫井紫帆、山下宏（VICTOR）

## 外部連結
- 《曉之車》分析文章
- 歌詞背景、日文原文及中譯、琴譜等資料